# مونا بارتل
مونا بارتل (انگلیسی: Mona Barthel؛ زادهٔ ۱۱ ژوئیهٔ ۱۹۹۰) یک تنیس‌باز اهل آلمان است.